# Sarah Chang
Sarah Chang (født 10. december 1980 i Philadelphia) er en førende amerikansk violinist. Hun blev optaget på The Juilliard School allerede som seksårig under den nu afdøde violinpædagog Dorothy DeLay. Hun spiller på en Guarneri del Gesú-violin.
Hun har spillet med bl.a. Chicago Symfonikerne, Berliner Philharmonikerne og Wiener Philharmonikerne, Daniel Barenboim, James Levine og Sir Simon Rattle, Lars Vogt, Leif Ove Andsnes og Yo-Yo Ma. I Danmark har hun spillet med Sønderjyllands Symfoniorkester i 2003, 2005 og i juni 2008 under ledelse af Giordano Bellincampi.